# Skövde
Skövde este un oraș în Suedia.

## Demografie
| \| Evoluția demografică a zonei urbane Skövde, 1970–2015 \| Evoluția demografică a zonei urbane Skövde, 1970–2015 \| Evoluția demografică a zonei urbane Skövde, 1970–2015 \| Evoluția demografică a zonei urbane Skövde, 1970–2015 \| Evoluția demografică a zonei urbane Skövde, 1970–2015 \| \| --------------------------------------------------------------------------------------- \| ----------------------------------------------------- \| ----------------------------------------------------- \| ----------------------------------------------------- \| ----------------------------------------------------- \| \| An \| \| \| Locuitori \| \| \| 1970 \| 1970 \| \| 29.040 \| 29.040 \| \| 1975 \| 1975 \| \| 29.945 \| 29.945 \| \| 1980 \| 1980 \| \| 29.669 \| 29.669 \| \| 1990 \| 1990 \| \| 30.542 \| 30.542 \| \| 1995 \| 1995 \| \| 32.146 \| 32.146 \| \| 2000 \| 2000 \| \| 32.505 \| 32.505 \| \| 2005 \| 2005 \| \| 33.119 \| 33.119 \| \| 2010 \| 2010 \| \| 34.466 \| 34.466 \| \| 2015 \| 2015 \| \| 36.842 \| 36.842 \| \| Sursa: SCB - Statistika Centralbyrån, Folkmängden per tätort. Vart femte år 1960 - 2016 \| \| \| \| \| |      |  |           |        |
| Evoluția demografică a zonei urbane Skövde, 1970–2015 |      |  |           |        |
| An |      |  | Locuitori |        |
| 1970 | 1970 |  | 29.040    | 29.040 |
| 1975 | 1975 |  | 29.945    | 29.945 |
| 1980 | 1980 |  | 29.669    | 29.669 |
| 1990 | 1990 |  | 30.542    | 30.542 |
| 1995 | 1995 |  | 32.146    | 32.146 |
| 2000 | 2000 |  | 32.505    | 32.505 |
| 2005 | 2005 |  | 33.119    | 33.119 |
| 2010 | 2010 |  | 34.466    | 34.466 |
| 2015 | 2015 |  | 36.842    | 36.842 |
| Sursa: SCB - Statistika Centralbyrån, Folkmängden per tätort. Vart femte år 1960 - 2016 |      |  |           |        |